# (5330) Senrikyu
(5330) Senrikyu es un asteroide perteneciente al cinturón de asteroides, descubierto el 21 de enero de 1990 por Atsushi Sugie desde el Observatorio Astronómico Dynic, Taga, Japón.

## Designación y nombre
Designado provisionalmente como 1990 BQ1. Fue nombrado Senrikyu en honor a Sen no Rikyū, famoso maestro de té japonés que perfeccionó la ceremonia del té y fue el fundador del estilo San-Senke durante el período Azuchi-Momoyama. Le dieron un puesto importante tanto Oda Nobunaga como Toyotomi Hideyoshi, que fueron dos de los mejores guerreros de la historia. Rikyu era conocido como "el maestro supremo del té" y dejó su huella en la cultura de la ceremonia del té.

## Características orbitales
Senrikyu está situado a una distancia media del Sol de 2,763 ua, pudiendo alejarse hasta 3,198 ua y acercarse hasta 2,328 ua. Su excentricidad es 0,157 y la inclinación orbital 33,73 grados. Emplea 1677,70 días en completar una órbita alrededor del Sol.

## Características físicas
La magnitud absoluta de Senrikyu es 12,4. Tiene 14,903 km de diámetro y su albedo se estima en 0,147. Está asignado al tipo espectral B según la clasificación SMASSII.